# Lucrezia Reichlin

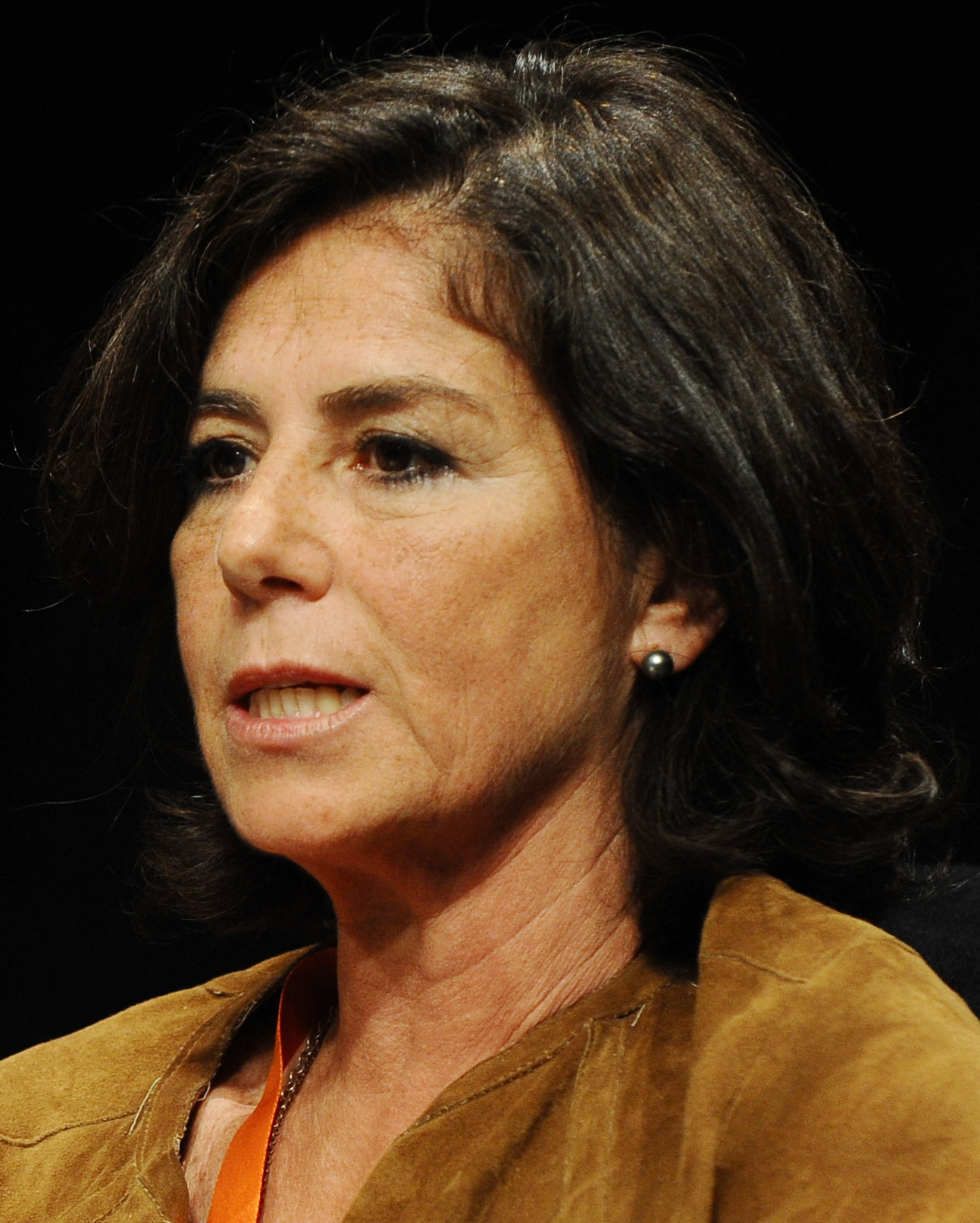
Lucrezia Reichlin (Mai 2013)

Lucrezia Reichlin (* 14. August 1954) ist eine italienische Wirtschaftswissenschaftlerin und Hochschullehrerin.

## Werdegang, Forschung und Lehre
Reichlin ist die Tochter der italienischen Politiker Alfredo Reichlin und Luciana Castellina, der Mitgründerin der Zeitung Il manifesto. Sie studierte zunächst an der Universität Modena und Reggio Emilia, an der sie 1980 als Laurea graduierte. Anschließend ging sie an die New York University, an der sie 1986 ihr Ph.D.-Studium in Wirtschaftswissenschaft abschloss. Sie kehrte nach Europa zurück und arbeitete am Europäischen Hochschulinstitut in Florenz. 1988 ging sie nach Frankreich zur Pariser Fondation nationale des sciences politiques, wo sie als Direktorin im Forschungsbereich tätig war. Nachdem sie 1993 bis 1994 als Gastdozentin an der Columbia University wiederum in den Vereinigten Staaten tätig gewesen war, folgte sie anschließend einem Ruf der Université libre de Bruxelles als ordentliche Professorin. 2005 wurde sie beurlaubt, um die Leitung der Forschungsabteilung der Europäischen Zentralbank in Frankfurt am Main zu übernehmen. 2008 folgte sie einem Ruf der London Business School.
Im Mittelpunkt der Arbeit Reichlins stehen Geldpolitik und Konjunkturzyklen, die sie insbesondere mit Zeitreihenanalysen und weiteren Methoden der Ökonometrie erforscht. Insbesondere setzte sie sich hierbei mit der Geldpolitik der EZB in der Folge der Weltfinanzkrise ab 2007 sowie der hiervon mitangestoßenen Eurokrise ab 2010 auseinander.
Reichlin wurde für ihre Arbeit mehrfach ausgezeichnet, u. a. mit dem Birgit-Grodal-Preis 2016. Zudem ist sie Fellow verschiedener reputabler Institutionen wie der British Academy, der Academia Europaea (2016) sowie der Econometric Society.
Ihre Firma Now-Casting Economics erstellt tagesaktuelle BIP-Prognosen; seit 2019 nutzt auch das deutsche Bundeswirtschaftsministerium diese Software.